# Escaramuzas entre China e India en 2020
Las escaramuzas entre China e India en 2020 son un conjunto de enfrentamientos militares continuos entre China e India en la zona denominada Aksai Chin. Desde el 5 de mayo de 2020, se informó que las tropas chinas e indias se involucraron en acciones agresivas, enfrentamientos y escaramuzas en varios lugares a lo largo de la frontera sino-india, lo que resultó en la muerte de tres soldados indios (incluido un oficial) y cinco soldados chinos en combate cuerpo a cuerpo, y numerosas lesiones en ambos lados. Se han producido incidentes cerca del lago Pangong en Ladakh y del paso Nathu La en Sikkim. Además, los enfrentamientos están en curso en múltiples ubicaciones en el este de Ladakh, a lo largo de la Línea de Control Actual (ALC) que ha persistido desde la guerra sino-india de 1962. El más reciente de ellos se encuentra en el valle del río Galwan, donde las fuerzas chinas se opusieron a la construcción de carreteras indias dentro del territorio indio.
En medio del enfrentamiento, India ha decidido trasladar a unos doce mil trabajadores más adicionales a la región para ayudar a completar el desarrollo de la infraestructura india. El primer tren con más de 1600 trabajadores salió de Jharkhand el 14 de junio de 2020 hacia Udhampur, desde donde continuarán para ayudar a la Organización de Carreteras Fronterizas de la India en la frontera chino-india. Los expertos dicen que el enfrentamiento podría haber sido el resultado de medidas preventivas por parte de China en respuesta al proyecto de infraestructura vial Darbuk – Shyok – DBO en Ladakh. También se está desarrollando un extenso desarrollo de la infraestructura china en estas regiones fronterizas en disputa.
El cambio en el estado y la bifurcación de Jammu y Cachemira en agosto de 2019 por el gobierno indio también ha preocupado a los chinos. El creciente desequilibrio de poder entre los dos países también es una razón declarada para el aumento de la asertividad china, y todo lo demás, como la ubicación de la disputa o los lazos internacionales de la India, son meros detalles. Sin embargo, India y China han sostenido que existen suficientes mecanismos bilaterales para resolver la situación mediante una diplomacia silenciosa.

## Antecedentes

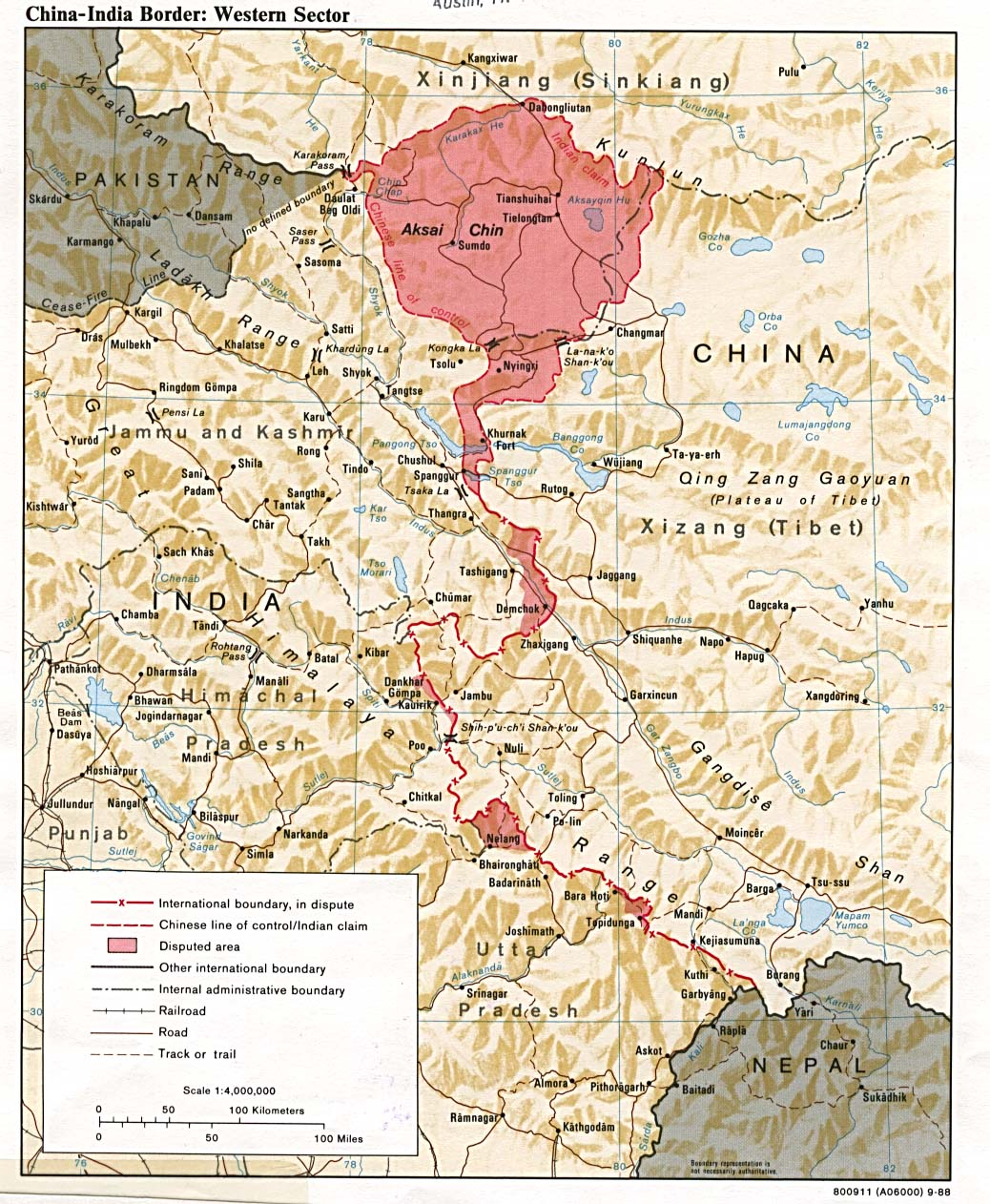
Las áreas en disputa en el sector occidental, que se muestran en un mapa de 1988 de la CIA.

La frontera entre China e India se disputa en veinte ubicaciones diferentes. Desde la década de 1980, ha habido más de 20 rondas de conversaciones entre los dos países relacionadas con estos problemas fronterizos. Un estudio de la ORF señala que solo del 1% al 2% de los incidentes fronterizos entre 2010 y 2014 recibieron algún tipo de cobertura de los medios. India registró más de 660 violaciones de ALC por parte del Ejército Popular de Liberación en 2019 con 108 violaciones aéreas en el mismo año; un pico agudo de años anteriores.
"No hay un mapa disponible públicamente que represente la versión de la India de ALC", el límite oficial para la India es como se ve en los mapas de la Encuesta de la India. Para China, ALC es principalmente la línea de reclamo en la región de Ladakh, pero en el noreste de India, China reclama Arunachal Pradesh. Se afirmó que un informe del diplomático Shyam Saran en 2013 reveló que India había perdido 640 km² (~ 247 mi2) debido a la "denegación de área" por parte de las patrullas chinas, sin embargo, Saran rechazó más tarde las reclamaciones sobre cualquier pérdida de territorio o Incursión china. A pesar de las disputas, escaramuzas y enfrentamientos, no se ha disparado un solo tiro entre los dos países a lo largo de la frontera durante más de 50 años.
El último enfrentamiento importante entre China e India en Doklam en 2017 duró 73 días. Desde entonces, China ha aumentado su presencia militar en la región de la meseta tibetana, trayendo tanques Tipo 15, helicópteros Harbin Z-20, vehículos aéreos no tripulados CAIG Wing Loong II y obuses montados en vehículos PCL-181. El Ngari El aeropuerto de Gunsa también se ha ampliado con los aviones de combate Shenyang J-16 y Shenyang J-11 estacionados. El aeropuerto está a 200 kilómetros de Pangong Tso, Ladakh.

## Causas
Se han citado múltiples razones como los desencadenantes de estas escaramuzas. El profesor del MIT Taylor Fravel dijo que China está respondiendo al desarrollo de la infraestructura de la India en Ladakh, como la carretera Darbuk – Shyok – DBO. También agregó que es una demostración de fortaleza para China en medio de la pandemia COVID-19, que se originó en Wuhan y ha dañado tanto la economía china como sus relaciones diplomáticas.
Wang Shida, de los Institutos de Relaciones Internacionales Contemporáneas de China, relacionó las tensiones fronterizas actuales con la decisión de la India de derogar el Artículo 370 y cambiar el estado de Jammu y Cachemira en 2019. Pravin Sawhney razona lo mismo, y agregó que la declaración de Amit Shah en el parlamento de que Aksai Chin era parte del territorio sindical de Ladakh también habría molestado a los chinos. Siddiq Wahid también señala la bifurcación de Jammu y Cachemira en 2019, y agregó que los ministros del partido Bharatiya Janta hasta mayo de 2020 aún afirman que todo lo que queda ahora es que India recupere Gilgit-Baltistán. El diplomático indio Gautam Bambawale también declaró que las medidas de Nueva Delhi en agosto de 2019 relacionadas con Jammu y Cachemira molestaron a Beijing.
El ex embajador de la India en China, Ashok Kantha, dijo que estas escaramuzas son parte de una creciente asertividad china tanto en la frontera de Indochina como en el mar del sur de China. El diplomático indio Phunchok Stobdan señala la ocurrencia de un cambio estratégico más grande y que la India debería estar alerta a ello.
El general retirado del ejército indio, Syed Ata Hasnain, dijo que las escaramuzas son un medio de mensajes estratégicos para los vecinos de China en un mundo post-COVID, y para hacer que India priorice el sector del Himalaya sobre la región marítima del Océano Índico, que es más vulnerable para los chinos.

## Incidentes de Pangong Tso
El primer enfrentamiento comenzó el 5 de mayo cuando los soldados indios y chinos se enfrentaron en Pangong Tso, que es un lago que se extiende desde la India hasta la Región Autónoma Tibetana, China, con el paso de ALC a través de él. Un video muestra a soldados de ambas naciones involucrados en peleas a puñetazos y lanzamientos de piedras a lo largo de la Línea de Control Actual. El 10/11 de mayo, se produjo otro enfrentamiento. La última vez que ocurrió tal incidente también fue en Pangong Tso en agosto de 2017. Varios soldados de ambos bandos sufrieron heridas. Los medios indios informaron que alrededor de 72 soldados indios resultaron heridos en la confrontación en Pangong Tso y algunos tuvieron que ser trasladados a hospitales en Leh, Chandi Mandir y Delhi.
Después del conflicto, varios helicópteros militares chinos fueron vistos volando cerca de la frontera india al menos dos veces. Luego, India desplegó varios aviones Sukhoi Su-30MKI en el área, aunque aún no está claro si esto se debió a las acciones chinas. Se informó erróneamente de que los helicópteros chinos habían violado el espacio aéreo indio repetidamente. Posteriormente, el Gobierno de la India rectificó y declaró que los helicópteros chinos no invadieron realmente el espacio aéreo de la India. Sin embargo, los medios indios informaron que los chinos se acercaron a los soldados indios con "palos" y "palos con alambres de púas" durante un enfrentamiento en el área.

### Incidentes de Sikkim
Según los informes de los medios indios, el 10 de mayo, la disputa comenzó cuando los chinos entraron al valle de Muguthang y gritaron a las tropas indias: "Esta no es su tierra, este no es territorio indio ... así que regresen". Después de esto, un teniente del ejército indio golpeó al mayor chino en su nariz, haciéndolo sangrar. Las otras tropas indias presentes retiraron al teniente rápidamente. Según el afiliado indio de CNN, CNN-News18, varias tropas que contaban con 11 hombres resultaron levemente heridos en el encuentro, de los cuales 7 eran soldados chinos y 4 indios. Press Trust of India informó que el incidente involucró a 150 soldados; También se arrojaron piedras.
Después del incidente, el teniente involucrado, que era un recluta militar de tercera generación, fue llamado de regreso desde el área. Un portavoz del comando oriental del ejército indio dijo que el asunto se "resolvió después de 'diálogo e interacción' a nivel local" y que "los enfrentamientos temporales y de corta duración entre las tropas de guardia fronteriza ocurren cuando los límites no se resuelven. tales problemas mutuamente según los protocolos establecidos ". China no compartió detalles sobre el incidente, y el Ministerio de Defensa Nacional de China tampoco confirmó la ocurrencia del incidente. Sin embargo, el Ministerio de Relaciones Exteriores de China declaró que "los soldados chinos siempre defendían la paz y la tranquilidad a lo largo de la frontera".